# Electric Wizard
Electric Wizard ist eine 1993 gegründete Stoner-Doom-Band aus Dorset in England. 

## Bandgeschichte
Electric Wizard gründete sich 1993. Jus Oborn verließ seine Band Eternal, um mit Tim Bagshaw und Mark Greening ein paar Demo-Songs aufzunehmen. Oborn spielte die Gitarre und sang, Bagshaw spielte Bass und Greening das Schlagzeug. Das selbstbetitelte Debütalbum erschien 1995. Mit ihrem 1997er Album Come My Fanatics etablierte die Band sich in der Doom-Metal-Szene. Die düsteren und bass-lastigen Klänge wichen auf den darauffolgenden EPs eher Stoner-Rock-Einflüssen.
Auf dem Album Let Us Prey experimentierte die Band erstmals mit Klavier und Geige. Im Jahr 2003 verließen Mark Greening und Tim Bagshaw die Band und gründeten ihre neue Band Ramesses. Das einzig verbliebene Gründungsmitglied Jus Oborn suchte sich neue Mitstreiter (unter anderem Schlagzeuger Justin Greaves, ehemals Iron Monkey) und veröffentlichte 2004 das Album We Live.
Im Jahr 2007 veröffentlichte die Band ein neues Album mit dem Titel Witchcult Today. Es ist wieder dem Doom Metal zuzuordnen und knüpft so musikalisch an ältere Alben an. Das Album wurde ausschließlich mit Equipment aus der Prä-70er-Ära aufgenommen, sodass der Sound an den von Black Sabbaths Debütalbum Black Sabbath erinnert.
Seit Anfang 2013 bis Mitte Juni 2014 wurde das Schlagzeug offiziell wieder durch Gründungsmitglied Mark Greening besetzt.

## Diskografie

### Studioalben
- Electric Wizard (1995, CD/Vinyl)
- Come My Fanatics (1996, CD/Vinyl)
- Dopethrone (2000, CD/Vinyl)
- Let Us Prey (2002, CD/Vinyl)
- We Live (2004, CD/Vinyl)
- Pre-Electric Wizard 1989 - 1994 (2006, CD)
- Witchcult Today (2007, CD/Vinyl)
- Black Masses (2010, CD/Vinyl)
- Time to Die (2014, CD/Vinyl)
- Wizard Bloody Wizard (2017, CD/Vinyl)

### EPs
- Demon Lung (1995, Split-Single mit Our Haunted Kingdom)
- Chrono.naut (1997, Split-EP mit Orange Goblin)
- Supercoven (1998, EP)
- The Processean (2008, Tour-EP)
- The House on the Borderland (2008, Split-EP mit Reverend Bizarre)

### 7"
- Legalize Drugs & Murder (2012, Vinyl)